# Courtney Alexander
Courtney Alexander (Bridgeport (Connecticut), 22 de abril de 1977) é um ex-jogador norte-americano de basquete profissional que atuou na  National Basketball Association (NBA). Foi o número 13 do Draft de 2000.